# Bóng ném bãi biển tại Đại hội Thể thao Bãi biển châu Á 2016
Môn bóng ném bãi biển tại Đại hội Thể thao Bãi biển châu Á 2016 được tổ chức tại Đà Nẵng, Việt Nam từ ngày 25 tháng 9 tới ngày 2 tháng 10 năm 2016 tại bãi biển Mỹ Khê, Đà Nẵng.

## Huy chương
| Nội dung | Vàng | Bạc | Đồng |
| -------- | --- | --- | --- |
| Nam      | Qatar · Ali Garba · Ahmed Morgan · Ahmed Abdelhak · Anis Zouaoui · Mohamed Hassan · Amir Denguir · Mohab Mahfouz · Mutasem Mohamed · Sid Kenaoui · Hani Kakhi                                          | Oman · Ashraf Al-Hadidi · Hussain Al-Jabri · Marwan Al-Dughaishi · Yasir Al-Harthi · Mehdi Al-Suleimani · Said Al-Hasani · Azan Al-Azan · Nasr Al-Tamtami · Usama Al-Kasbi · Asad Al-Hasani | Pakistan · Tahir Ali · Hazrat Hussain · Asim Saeed · Abid Ullah · Muhammad Shahid Pervaiz · Asif Ali · Rana Waqar Khan · Khawar Yasin · Muhammad Uzair Atif · Muzamal Hussain                          |
| Nữ       | Việt Nam · Nguyễn Thanh Huyền · Lư Ngọc Trinh · Châu Ngọc Thùy Dung · Lê Thị Thanh Phụng · Nguyễn Kim Oanh · Hà Thị Hạnh · Đàm Thị Thanh Huyền · Nguyễn Thị Kim Thư · Trần Thị Sen · Nguyễn Thị Trà My | Trung Quốc · Si Yan · Shen Ping · Han Xinru · Zhang Tianjie · Du Jijuan · Dong Dandi · Zhou Ting · Li Yao · Liu Zhiyue · An Xin                                                             | Thái Lan · Pakakan Thongkot · Pawinee Bunjarern · Vanpen Sila · Viyada Surason · Supharat Sukjan · Punpana Manmai · Kwanruedi Srithamma · Orrathai Wongnara · Kawinthida Janjit · Pornpiroon Chalachai |

## Bảng xếp hạng huy chương
| 1         | Qatar      | 1 | 0 | 0 | 1 |
| 1         | Việt Nam   | 1 | 0 | 0 | 1 |
| 3         | Trung Quốc | 0 | 1 | 0 | 1 |
| 3         | Oman       | 0 | 1 | 0 | 1 |
| 5         | Pakistan   | 0 | 0 | 1 | 1 |
| 5         | Thái Lan   | 0 | 0 | 1 | 1 |
| Tổng cộng | Tổng cộng  | 2 | 2 | 2 | 6 |

## Kết quả

### Nam

#### Vòng sơ bộ

##### Bảng A
| Đội      | St | T | B | Bt | Bb | Điểm |
| -------- | -- | - | - | -- | -- | ---- |
| Qatar    | 4  | 4 | 0 | 8  | 1  | 8    |
| Pakistan | 4  | 3 | 1 | 6  | 3  | 6    |
| Bahrain  | 4  | 2 | 2 | 6  | 5  | 4    |
| Thái Lan | 4  | 1 | 3 | 3  | 6  | 2    |
| Ấn Độ    | 4  | 0 | 4 | 0  | 8  | 0    |

| Ngày       |          | Tỉ số |          | Set 1 | Set 2 | Set 3 |
| ---------- | -------- | ----- | -------- | ----- | ----- | ----- |
| 25 tháng 9 | Bahrain  | 2–1   | Thái Lan | 17–14 | 12–20 | 7–4   |
| 25 tháng 9 | Pakistan | 2–0   | Ấn Độ    | 27–16 | 20–19 |       |
| 26 tháng 9 | Ấn Độ    | 0–2   | Qatar    | 14–31 | 15–32 |       |
| 26 tháng 9 | Pakistan | 2–1   | Bahrain  | 18–19 | 21–16 | 9–6   |
| 27 tháng 9 | Bahrain  | 2–0   | Ấn Độ    | 28–18 | 17–14 |       |
| 27 tháng 9 | Qatar    | 2–0   | Thái Lan | 23–15 | 17–14 |       |
| 28 tháng 9 | Thái Lan | 0–2   | Pakistan | 20–24 | 14–26 |       |
| 28 tháng 9 | Bahrain  | 1–2   | Qatar    | 17–16 | 18–22 | 6–9   |
| 29 tháng 9 | Thái Lan | 2–0   | Ấn Độ    | 29–24 | 26–18 |       |
| 29 tháng 9 | Qatar    | 2–0   | Pakistan | 14–11 | 19–12 |       |

##### Bảng B
| Đội         | St | T | B | Bt | Bb | Điểm |
| ----------- | -- | - | - | -- | -- | ---- |
| Oman        | 5  | 5 | 0 | 10 | 0  | 10   |
| Việt Nam    | 5  | 3 | 2 | 7  | 5  | 6    |
| Nhật Bản    | 5  | 3 | 2 | 7  | 5  | 6    |
| Hồng Kông   | 5  | 3 | 2 | 6  | 5  | 6    |
| Sri Lanka   | 5  | 1 | 4 | 3  | 8  | 2    |
| Afghanistan | 5  | 0 |   |    |    |      |

| Date       |             | Score |             | Set 1 | Set 2 | Set 3 |
| ---------- | ----------- | ----- | ----------- | ----- | ----- | ----- |
| 25 tháng 9 | Nhật Bản    | 1–2   | Hồng Kông   | 17–12 | 11–17 | 4–5   |
| 25 tháng 9 | Oman        | 2–0   | Sri Lanka   | 18–11 | 21–10 |       |
| 25 tháng 9 | Việt Nam    | 2–0   | Afghanistan | 32–17 | 19–8  |       |
| 26 tháng 9 | Hồng Kông   | 2–0   | Afghanistan | 19–9  | 22–14 |       |
| 26 tháng 9 | Sri Lanka   | 1–2   | Việt Nam    | 14–25 | 17–16 | 6–8   |
| 26 tháng 9 | Oman        | 2–0   | Nhật Bản    | 25–14 | 26–7  |       |
| 27 tháng 9 | Nhật Bản    | 2–0   | Sri Lanka   | 18–16 | 16–15 |       |
| 27 tháng 9 | Afghanistan | 0–2   | Oman        | 10–26 | 9–34  |       |
| 27 tháng 9 | Việt Nam    | 2–0   | Hồng Kông   | 21–13 | 22–20 |       |
| 28 tháng 9 | Hồng Kông   | 0–2   | Oman        | 11–22 | 7–25  |       |
| 28 tháng 9 | Sri Lanka   | 2–0   | Afghanistan | 20–19 | 17–11 |       |
| 28 tháng 9 | Nhật Bản    | 2–1   | Việt Nam    | 18–19 | 25–22 | 7–6   |
| 29 tháng 9 | Afghanistan | 0–2   | Nhật Bản    | 19–24 | 17–20 |       |
| 29 tháng 9 | Hồng Kông   | 2–0   | Sri Lanka   | 18–17 | 25–22 |       |
| 29 tháng 9 | Việt Nam    | 0–2   | Oman        | 15–16 | 12–16 |       |

#### Tranh hạng 9–11
|  | Classification 9th–11th | Classification 9th–11th |   |  | Classification 9th–10th | Classification 9th–10th |  |
|  |                         |                         |   |  |                         |                         |  |
|  | 30 tháng 9              |                         |   |  |                         |                         |  |
|  | Ấn Độ                   | 1                       |   |  |                         |                         |  |
|  | Afghanistan             | 2                       |   |  |                         |                         |  |
|  |                         |                         |   |  |                         |                         |  |
|  |                         |                         |   |  | 1 tháng 10              |                         |  |
|  |                         |                         |   |  | Afghanistan             | 0                       |  |
|  |                         | Sri Lanka               | 2 |  |                         |                         |  |
|  |                         |                         |   |  |                         |                         |  |
|  |                         |                         |   |  |                         |                         |  |
|  |                         |                         |   |  |                         |                         |  |
|  | 30 tháng 9              |                         |   |  |                         |                         |  |
|  | Sri Lanka               |                         |   |  |                         |                         |  |
|  | Bye                     |                         |   |  |                         |                         |  |

##### Bán kết
| Ngày       |       | Tỉ số |             | Set 1 | Set 2 | Set 3 |
| ---------- | ----- | ----- | ----------- | ----- | ----- | ----- |
| 30 tháng 9 | Ấn Độ | 1–2   | Afghanistan | 21–19 | 20–23 | 8–10  |

##### Tranh hạng 9–10
| Ngày        |             | Tỉ số |           | Set 1 | Set 2 | Set 3 |
| ----------- | ----------- | ----- | --------- | ----- | ----- | ----- |
| 01 tháng 10 | Afghanistan | 0–2   | Sri Lanka | 11–26 | 15–22 |       |

#### Tranh hạng 5–8
|  | Classification 5th–8th | Classification 5th–8th |                        |   | Classification 5th–6th | Classification 5th–6th |
|  |                        |                        |                        |   |                        |                        |
|  | 30 tháng 9             |                        |                        |   |                        |                        |
|  |                        |                        |                        |   |                        |                        |
|  | Bahrain                | 2                      |                        |   |                        |                        |
|  | Bahrain                | 2                      | 1 tháng 10             |   |                        |                        |
|  | Hồng Kông              | 0                      |                        |   |                        |                        |
|  | Hồng Kông              | 0                      | Bahrain                | 2 |                        |                        |
|  | 30 tháng 9             |                        | Bahrain                | 2 |                        |                        |
|  |                        | Nhật Bản               | 0                      |   |                        |                        |
|  | Nhật Bản               | Nhật Bản               | 0                      | 2 |                        |                        |
|  | Nhật Bản               |                        |                        | 2 |                        |                        |
|  | Thái Lan               | 1                      |                        |   |                        |                        |
|  | Thái Lan               | 1                      | Classification 7th–8th |   |                        |                        |
|  |                        |                        |                        |   |                        |                        |
|  | 1 tháng 10             |                        |                        |   |                        |                        |
|  |                        |                        |                        |   |                        |                        |
|  | Hồng Kông              | 0                      |                        |   |                        |                        |
|  | Hồng Kông              | 0                      |                        |   |                        |                        |
|  | Thái Lan               | 2                      |                        |   |                        |                        |

##### Bán kết
| Ngày       |          | Tỉ số |           | Set 1 | Set 2 | Set 3 |
| ---------- | -------- | ----- | --------- | ----- | ----- | ----- |
| 30 tháng 9 | Bahrain  | 2–0   | Hồng Kông | 26–18 | 16–6  |       |
| 30 tháng 9 | Nhật Bản | 2–1   | Thái Lan  | 18–24 | 23–22 | 7–3   |

##### Tranh hạng 7–8
| Ngày        |           | Tỉ số |          | Set 1 | Set 2 | Set 3 |
| ----------- | --------- | ----- | -------- | ----- | ----- | ----- |
| 01 tháng 10 | Hồng Kông | 0–2   | Thái Lan | 13–25 | 17–29 |       |

##### Tranh hạng 5–6
| Ngày        |         | Tỉ số |          | Set 1 | Set 2 | Set 3 |
| ----------- | ------- | ----- | -------- | ----- | ----- | ----- |
| 01 tháng 10 | Bahrain | 2–0   | Nhật Bản | 20–18 | 13–12 |       |

#### Chung kết
|  | Semifinals | Semifinals |                    |   | Gold medal match | Gold medal match |
|  |            |            |                    |   |                  |                  |
|  | 1 tháng 10 |            |                    |   |                  |                  |
|  |            |            |                    |   |                  |                  |
|  | Qatar      | 2          |                    |   |                  |                  |
|  | Qatar      | 2          | 2 tháng 10         |   |                  |                  |
|  | Việt Nam   | 0          |                    |   |                  |                  |
|  | Việt Nam   | 0          | Qatar              | 2 |                  |                  |
|  | 1 tháng 10 |            | Qatar              | 2 |                  |                  |
|  |            | Oman       | 1                  |   |                  |                  |
|  | Oman       | Oman       | 1                  | 2 |                  |                  |
|  | Oman       |            |                    | 2 |                  |                  |
|  | Pakistan   | 1          |                    |   |                  |                  |
|  | Pakistan   | 1          | Bronze medal match |   |                  |                  |
|  |            |            |                    |   |                  |                  |
|  | 2 tháng 10 |            |                    |   |                  |                  |
|  |            |            |                    |   |                  |                  |
|  | Việt Nam   | 1          |                    |   |                  |                  |
|  | Việt Nam   | 1          |                    |   |                  |                  |
|  | Pakistan   | 2          |                    |   |                  |                  |

##### Bán kết
| Ngày        |       | Tỉ số |          | Set 1 | Set 2 | Set 3 |
| ----------- | ----- | ----- | -------- | ----- | ----- | ----- |
| 01 tháng 10 | Qatar | 2–0   | Việt Nam | 20–10 | 24–18 |       |
| 01 tháng 10 | Oman  | 2–1   | Pakistan | 22–21 | 16–19 | 7–4   |

##### Huy chương đồng
| Ngày        |          | Tỉ số |          | Set 1 | Set 2 | Set 3 |
| ----------- | -------- | ----- | -------- | ----- | ----- | ----- |
| 02 tháng 10 | Việt Nam | 1–2   | Pakistan | 24–20 | 17–20 | 8–10  |

##### Huy chương vàng
| Ngày        |       | Tỉ số |      | Set 1 | Set 2 | Set 3 |
| ----------- | ----- | ----- | ---- | ----- | ----- | ----- |
| 02 tháng 10 | Qatar | 2–1   | Oman | 23–22 | 22–24 | 6–2   |

#### Bảng xếp hạng chung cuộc
| Hạng | Đội         |
| ---- | ----------- |
| 1    | Qatar       |
| 2    | Oman        |
| 3    | Pakistan    |
| 4    | Việt Nam    |
| 5    | Bahrain     |
| 6    | Nhật Bản    |
| 7    | Thái Lan    |
| 8    | Hồng Kông   |
| 9    | Sri Lanka   |
| 10   | Afghanistan |
| 11   | Ấn Độ       |

### Nữ

#### Vòng sơ bộ

##### Bảng A
| Đội               | St | T | B | Bt | Bb | Điểm |
| ----------------- | -- | - | - | -- | -- | ---- |
| Việt Nam          | 3  | 3 | 0 | 6  | 1  | 6    |
| Đài Bắc Trung Hoa | 3  | 2 | 1 | 5  | 2  | 4    |
| Jordan            | 3  | 1 | 2 | 2  | 4  | 2    |
| Hồng Kông         | 3  | 0 | 3 | 0  | 6  | 0    |

| Ngày       |           | Tỉ số |                   | Set 1 | Set 2 | Set 3 |
| ---------- | --------- | ----- | ----------------- | ----- | ----- | ----- |
| 25 tháng 9 | Jordan    | 0–2   | Đài Bắc Trung Hoa | 15–20 | 7–20  |       |
| 26 tháng 9 | Hồng Kông | 0–2   | Đài Bắc Trung Hoa | 16–17 | 18–19 |       |
| 26 tháng 9 | Jordan    | 0–2   | Việt Nam          | 6–20  | 16–19 |       |
| 27 tháng 9 | Jordan    | 2–0   | Hồng Kông         | 17–16 | 12–10 |       |
| 28 tháng 9 | Hồng Kông | 0–2   | Việt Nam          | 10–18 | 10–17 |       |
| 29 tháng 9 | Việt Nam  | 2–1   | Đài Bắc Trung Hoa | 23–12 | 18–20 | 7–4   |

##### Bảng B
| Đội        | St | T | B | Bt | Bb | Điểm |
| ---------- | -- | - | - | -- | -- | ---- |
| Trung Quốc | 4  | 4 | 0 | 8  | 1  | 8    |
| Thái Lan   | 4  | 3 | 1 | 7  | 2  | 6    |
| Nhật Bản   | 4  | 2 | 2 | 4  | 4  | 4    |
| Ấn Độ      | 4  | 1 | 3 | 2  | 7  | 2    |
| Bangladesh | 4  | 0 | 4 | 1  | 8  | 0    |

| Date       |            | Score |            | Set 1 | Set 2 | Set 3 |
| ---------- | ---------- | ----- | ---------- | ----- | ----- | ----- |
| 25 tháng 9 | Bangladesh | 0–2   | Thái Lan   | 8–22  | 10–19 |       |
| 25 tháng 9 | Ấn Độ      | 0–2   | Trung Quốc | 12–25 | 5–16  |       |
| 26 tháng 9 | Nhật Bản   | 0–2   | Trung Quốc | 9–11  | 16–22 |       |
| 26 tháng 9 | Ấn Độ      | 0–2   | Thái Lan   | 11–30 | 9–18  |       |
| 27 tháng 9 | Trung Quốc | 2–0   | Bangladesh | 18–6  | 19–13 |       |
| 27 tháng 9 | Ấn Độ      | 0–2   | Nhật Bản   | 5–18  | 12–15 |       |
| 28 tháng 9 | Nhật Bản   | 0–2   | Thái Lan   | 12–19 | 13–18 |       |
| 28 tháng 9 | Bangladesh | 1–2   | Ấn Độ      | 16–12 | 8–17  | 4–7   |
| 29 tháng 9 | Thái Lan   | 1–2   | Trung Quốc | 16–13 | 14–15 | 6–7   |
| 29 tháng 9 | Bangladesh | 0–2   | Nhật Bản   | 5–21  | 6–24  |       |

#### Tranh hạng 5–8
|  | Classification 5th–8th | Classification 5th–8th |                        |   | Classification 5th–6th | Classification 5th–6th |
|  |                        |                        |                        |   |                        |                        |
|  | 30 tháng 9             |                        |                        |   |                        |                        |
|  |                        |                        |                        |   |                        |                        |
|  | Jordan                 | 2                      |                        |   |                        |                        |
|  | Jordan                 | 2                      | 1 tháng 10             |   |                        |                        |
|  | Ấn Độ                  | 0                      |                        |   |                        |                        |
|  | Ấn Độ                  | 0                      | Jordan                 | 2 |                        |                        |
|  | 30 tháng 9             |                        | Jordan                 | 2 |                        |                        |
|  |                        | Hồng Kông              | 0                      |   |                        |                        |
|  | Nhật Bản               | Hồng Kông              | 0                      | 0 |                        |                        |
|  | Nhật Bản               |                        |                        | 0 |                        |                        |
|  | Hồng Kông              | 2                      |                        |   |                        |                        |
|  | Hồng Kông              | 2                      | Classification 7th–8th |   |                        |                        |
|  |                        |                        |                        |   |                        |                        |
|  | 1 tháng 10             |                        |                        |   |                        |                        |
|  |                        |                        |                        |   |                        |                        |
|  | Ấn Độ                  | 0                      |                        |   |                        |                        |
|  | Ấn Độ                  | 0                      |                        |   |                        |                        |
|  | Nhật Bản               | 2                      |                        |   |                        |                        |

##### Bán kết
| Ngày       |          | Tỉ số |           | Set 1 | Set 2 | Set 3 |
| ---------- | -------- | ----- | --------- | ----- | ----- | ----- |
| 30 tháng 9 | Jordan   | 2–0   | Ấn Độ     | 13–12 | 17–16 |       |
| 30 tháng 9 | Nhật Bản | 0–2   | Hồng Kông | 14–19 | 16–23 |       |

##### Tranh hạng 7–8
| Ngày        |       | Tỉ số |          | Set 1 | Set 2 | Set 3 |
| ----------- | ----- | ----- | -------- | ----- | ----- | ----- |
| 01 tháng 10 | Ấn Độ | 0–2   | Nhật Bản | 16–24 | 9–20  |       |

##### Tranh hạng 5–6
| Ngày        |        | Tỉ số |           | Set 1 | Set 2 | Set 3 |
| ----------- | ------ | ----- | --------- | ----- | ----- | ----- |
| 01 tháng 10 | Jordan | 2–0   | Hồng Kông | 10–8  | 11–10 |       |

#### Chung kết
|  | Semifinals        | Semifinals |                    |   | Gold medal match | Gold medal match |
|  |                   |            |                    |   |                  |                  |
|  | 1 tháng 10        |            |                    |   |                  |                  |
|  |                   |            |                    |   |                  |                  |
|  | Việt Nam          | 2          |                    |   |                  |                  |
|  | Việt Nam          | 2          | 2 tháng 10         |   |                  |                  |
|  | Thái Lan          | 0          |                    |   |                  |                  |
|  | Thái Lan          | 0          | Việt Nam           | 2 |                  |                  |
|  | 1 tháng 10        |            | Việt Nam           | 2 |                  |                  |
|  |                   | Trung Quốc | 1                  |   |                  |                  |
|  | Trung Quốc        | Trung Quốc | 1                  | 2 |                  |                  |
|  | Trung Quốc        |            |                    | 2 |                  |                  |
|  | Đài Bắc Trung Hoa | 0          |                    |   |                  |                  |
|  | Đài Bắc Trung Hoa | 0          | Bronze medal match |   |                  |                  |
|  |                   |            |                    |   |                  |                  |
|  | 2 tháng 10        |            |                    |   |                  |                  |
|  |                   |            |                    |   |                  |                  |
|  | Thái Lan          | 2          |                    |   |                  |                  |
|  | Thái Lan          | 2          |                    |   |                  |                  |
|  | Đài Bắc Trung Hoa | 0          |                    |   |                  |                  |

##### Bán kết
| Ngày        |            | Tỉ số |                   | Set 1 | Set 2 | Set 3 |
| ----------- | ---------- | ----- | ----------------- | ----- | ----- | ----- |
| 01 tháng 10 | Việt Nam   | 2–0   | Thái Lan          | 17–13 | 22–20 |       |
| 01 tháng 10 | Trung Quốc | 2–0   | Đài Bắc Trung Hoa | 23–20 | 22–15 |       |

##### Huy chương đồng
| Ngày        |          | Tỉ số |                   | Set 1 | Set 2 | Set 3 |
| ----------- | -------- | ----- | ----------------- | ----- | ----- | ----- |
| 02 tháng 10 | Thái Lan | 2–0   | Đài Bắc Trung Hoa | 24–23 | 21–11 |       |

##### Huy chương vàng
| Ngày        |          | Tỉ số |            | Set 1 | Set 2 | Set 3 |
| ----------- | -------- | ----- | ---------- | ----- | ----- | ----- |
| 02 tháng 10 | Việt Nam | 2–1   | Trung Quốc | 20–13 | 16–17 | 7–6   |

#### Bảng xếp hạng chung cuộc
| Hạng | Đội               |
| ---- | ----------------- |
| 1    | Việt Nam          |
| 2    | Trung Quốc        |
| 3    | Thái Lan          |
| 4    | Đài Bắc Trung Hoa |
| 5    | Jordan            |
| 6    | Hồng Kông         |
| 7    | Nhật Bản          |
| 8    | Ấn Độ             |
| 9    | Bangladesh        |